# Девин (община)
Вижте пояснителната страница за други значения на Девин.
Община Девин се намира в Южна България и е една от съставните общини на област Смолян.

## География

### Географско положение, граници, големина
Общината се намира в западната и северозападната част на област Смолян. С площта си от 573,684 km2 е 2-рата по големина сред 10-те общините на областта, което съставлява 17,97% от територията на областта. Границите ѝ са следните:
- на изток – община Чепеларе;
- на югоизток – община Смолян;
- на юг – Гърция;
- на югозапад – община Борино;
- на северозапад – община Батак и община Брацигово, област Пазарджик;
- на север – община Кричим, област Пловдив;
- на североизток – община Родопи, област Пловдив.

### Природни ресурси

#### Релеф
Релефът на общината е средно и високо планински и се простира в централната част на Западните Родопи.
На нейната територия попадат участъци от шест орографски единици, съставни части на Западните Родопи.
На изток от дълбоката, каньоновидна долина на река Въча до границата с община Чепеларе, на юг до долината на Широколъшка река и на север до границата с Област Пловдив територията на общината се заема от западните и югозападните части на мощния западнородопски рид Чернатица. По границите с общините Чепеларе и Родопи от юг на север са подредени неговите първенци – върховете Голям Персенк 2094,5 m (най-високата точка на общината), Малък Персенк 2073,9 m, Модър 1991,9 m и др.
Южно от рида Чернатица, между дълбоките долини на реките Въча на северозапад, Широколъшка река на север и Мугленска река на югозапад на територията на община Девин се простират северозападните ниски части на най-високия родопски рид Мурсалица Неговата най-висока точка в пределите на общината е връх Кърмилята 1818,2 m, разположен югозападно от заличената махала Катранци.
Районът на югозапад от рида Мурсалица, между каньоновидните долини на реките Мугленска на североизток и Чаирдере на югозапад се заема от рида Чамлия. Той се простира от югоизток на северозапад, като най-високите му части са на границата с Гърция и тук се издига Средния връх (Делибабка) 1949,7 m.
Най-южните райони на община Девин, землищата на селата Триград и Кестен се заемат от крайните югоизточни части на най-дългия западнородопски рид – Велийшко-Виденишкия дял. На 1,5 km северозападно от село Триград, на границата с община Борино се издига най-високата му точка – връх Дурдаш 1692,7 m.
Между река Въча на юг и изток и левият ѝ приток Девинска река на север на територията на община Девин се простират най-източните части на Девинска планина с връх Хамамбунар 1686,1 m, разположен на 3 km северозападно от село Грохотно, на границата с община Борино.
Северозападната четвъртина на община Девин, между долините на реките Въча на изток и Девинска река на юг се заема от югоизточните части на Баташка планина. Максималната ѝ височина в пределите на общината е връх Исинчал 1559,9 m, намиращ се на около 1 km северозападно от ДГС „Балакли“.
Минималната височина на община Девин от 538,7 m н.в. е котата преливник на язовир Въча.

#### Води
През средата на община Девин, от юг на север, в много дълбока, каньоновидна долина, с малки долинни разширения при селата Тешел, Грохотно и Михалково и град Девин протича с горното и част от средното си течение втората по големина родопска река – Въча. Тя се образува от сливането на двете съставящи я реки Буйновска (лява съставяща) и Чаирдере (дясна съставяща) при село Тешел. За нейно начало се приема Буйновска река, която води началото си от община Борино. След образуването си река Въча тече в североизточна посока между Девинска планина на северозапад и рида Мурсалица на югоизток в дълбока долина. При град Девин тя образува малко долинно разширение, завива на север и навлиза в първия от трите изградени по течението ѝ язовири – Цанков камък. Преди село Михалково реката изтича от язовира, минава през селото, след което навлиза във втория, най-голям по течението ѝ язовир – Въча. След изтичането си от него напуска пределите на общината.
На територията на община Девин река Въча получава четирите си най-големи притока. При село Тешел се влива дясната съставяща я река Чаирдере (21 km), която изцяло протича през общината. Тя води началото си от северното подножие на Средния връх (Делибабка) в рида Чамлия и тече на северозапад в дълбока, на места каньоновидна долина, като служи за граница между рида Чамлия на североизток и Велийшко-Виденишкия дял на югозапад. Нейни основни са: Триградска река (ляв) и Мугленска река (27 km, десен). Мугленска река протича през общината с долното си течение в много дълбока каньоновидна долина между ридовете Чамлия на югозапад и Мурсалица на североизток.
На около 2 km преди град Девин отдясно в река Въча се влива Широколъшка река, която води началото си от община Смолян, а в община Девин преминава долното ѝ течение в дълбока и залесена долина. По цялото си протежение реката е граница между мощните родопски ридове Мурсалица на юг и Чернатица на север.
Източно от град Девин река Въча получава отляво най-големия си приток – Девинска река (Дамлъдере). Тя протича през общината с най-долното си течение в много дълбока и непроходима каньоновидна долина и служи за граница между Баташка планина на север и Девинска планина на юг.
В най-долната част на язовир Цанков камък, преди преградната му стена, отляво във Въча се влива последният ѝ голям приток – река Гашня. Тя протича през общината с долното и част от средното си течение в дълбока и гориста долина през югоизточните части на Баташка планина.
Освен тези четири големи притока на територията на община Девин река Въча получава още множество други притоци, по-големи от които са: Лясковска река (десен, влива се преди село Михалково) и Чурековска река (десен, влива се в село Михалково).

#### Климат
Община Девин попада в планинската климатична област. Сравнително голямата надморска височина, силно пресеченият релеф и най-вече високо издигащото се на юг главно морфохидрографско бѝло не позволява проникването на средиземноморското климатично влияние.
Климатът се характеризира с по-ниски температури, малка годишна амплитуда и по-изобилни валежи. Средните годишни температури се движат от 4 °С за най-високите части на района до 8 °С за землищата от по-ниския регион. Най-ниските измерени температури са от -18 до -20 °С, а най-високите от 30 до 32 °С, годишните валежи варират от 650 mm до 800 mm. За тях е характерно, че се изменя общият им годишен ход, което се изразява в увеличаване на зимните валежи, които по високите места падат по-рано и снеговалежите се задържат до средата на пролетта. Тук есента е по-топла от пролетта, а максималните температури закъсняват и вместо през юни настъпват през юли и август. Такова закъснение показват и минималните температури, които вместо през януари постъпват през февруари.
Силно нарязания релеф, малките вътрешно планински котловинки и отворената на север долина на река Въча оказват съществено влияние върху характера на ветровете. В повечето случаи преобладава тихо време. Ветрове и то сравнително силни се наблюдават през декември, януари и февруари, когато са придружени със силни снежни виелици, които са причина за образуване на снежни преспи. Често пъти се проявява така нареченият „бял вятър“ с фьонов характер, който затопля времето и предизвиква интензивно снеготопене. Духат предимно югозападни ветрове, които под влиянието на силно пресеченият релеф търпят съществени изменения.
Интересни са наблюденията върху валежите, които се изменят в зависимост от надморската височина. Средногодишните валежи в най-ниските части са с около 272 mm, по-малко отколкото в по-високите части. Това се дължи на голямата разлика в надморската височина и на така наречената валежна сянка. Максимумът на валежите е през май и юни, а минимумът през септември. Средната дата на първия снеговалеж в град Девин е на 29 ноември, а крайната дата на снегозадържането е 18 април. Най-много снеговалежи има през декември, януари и февруари в зависимост от което е и дебелината на снежната покривка, съответно за декември 2,8 cm, за януари – 4,2 cm и за февруари – 3 cm. С увеличаване на надморската височина се увеличават снеговалежите и продължителността на снегозадържането.

## Население

### Етнически състав (2011)
Численост и дял на етническите групи според преброяването на населението през 2011 г.:
|                     | Численост | Дял (в %) |
| Общо                | 10 696    | 100,00    |
| Българи             | 8261      | 68,86     |
| Турци               | 1380      | 12,14     |
| Цигани              | 104       | 0,80      |
| Други               | 61        | 0,47      |
| Не се самоопределят | 195       | 1,50      |
| Неотговорили        | 1112      | 16,23     |

### Движение на населението (1934 – 2021)
| Община Девин                                  | Община Девин | Община Девин | Община Девин | Община Девин | Община Девин | Община Девин | Община Девин | Община Девин | Община Девин | Община Девин | Община Девин |
| --------------------------------------------- | ------------ | ------------ | ------------ | ------------ | ------------ | ------------ | ------------ | ------------ | ------------ | ------------ | ------------ |
| Година                                        | 1934         | 1946         | 1956         | 1965         | 1975         | 1985         | 1992         | 2001         | 2011         | 2021         |              |
| Население                                     | 9404         | 12029        | 14696        | 15986        | 16364        | 17067        | 16575        | 15010        | 13013        | 9765         |              |
| Източници: Национален Статистически Институт, |              |              |              |              |              |              |              |              |              |              |              |

### Населени места
Общината има 16 населени места с общо население от 9765 жители към 7 септември 2021 г.
| Населено място | Население (2021 г.) | Площ на землището km2 | Забележка (старо име)              | Населено място | Население (2021 г.) | Площ на землището km2 | Забележка (старо име)           |
| -------------- | ------------------- | --------------------- | ---------------------------------- | -------------- | ------------------- | --------------------- | ------------------------------- |
| Беден          | 274                 | 45,762                |                                    | Лясково        | 552                 | 56,505                | Лесково                         |
| Брезе          | 288                 | 32,872                |                                    | Михалково      | 188                 | 32,700                |                                 |
| Водни пад      | 1                   | -                     | Дюшук дере, в з-щето на с. Триград | Осиково        | 229                 | 43,107                |                                 |
| Грохотно       | 740                 | 22,373                | Грахотна                           | Селча          | 392                 | 23,678                |                                 |
| Гьоврен        | 793                 | 29,293                |                                    | Стоманево      | 87                  | 15,820                | Чиликли                         |
| Девин          | 5613                | 134,832               | Селиме, Дьовлен, Здравец           | Тешел          | 2                   | -                     | в з-щето на с. Гьоврен          |
| Жребево        | 49                  | -                     | Айгър деле, в з-щето на с. Триград | Триград        | 458                 | 77,993                |                                 |
| Кестен         | 53                  | 26,956                | Кестенджик                         | Чуруково       | 46                  | 31,793                |                                 |
|                |                     |                       |                                    | ОБЩО           | 9765                | 573,684               | 3 населени места са без землища |

## Административно-териториални промени
- през 1912 г. – преименуван е гр. Селиме на гр. Дьовлен без административен акт;
- през 1926 г. – преименуван е гр. Дьовлен на гр. Здравец без административен акт;
- през 1927 г. – възстановено е старото име на гр. Здравец на гр. Дьовлен без административен акт;
- МЗ № 2820/обн. 14.08.1934 г. – преименува м. Дюшук дере на м. Водни пад;

– преименува гр. Дьовлен на гр. Девин;
– преименува м. Айгър дере на м. Жребево;
– преименува м. Катран чукар на м. Катранци;
– преименува с. Кестенджик на с. Кестен;
– преименува с. Чиликли на с. Стоманево;
- указ № 139/обн. 19.04.1960 г. – признава н.м. Тешел за отделно населено място – с. Тешел;
- през 1965 г. – уточнено е името на с. Лесково на с. Лясково без административен акт;
- Указ № 960/обн. 4 януари 1966 г. – осъвременява името на с. Грахотна на с. Грохотно;
- Указ № 757/обн. 08.05.1971 г. – заличава с. Настан и го присъединява като квартал на гр. Девин;
- Указ № 970/обн. 04.04.1986 г. – заличава м. Катранци и я присъединява като квартал на гр. Девин;

– заличава с. Петвар и го присъединява като квартал на м. Чуруково;
- Указ № 3005/обн. 09.10.1987 г. – закрива община Михалково и заедно с включените в състава ѝ населени места я присъединява към община Девин;
- Указ № 250/обн. 22.08.1991 г. – отделя кв. Настан от гр. Девин и го възстановява като отделно населено място – с. Настан;
- На основание §7 (т.3) от Закона за административно-териториалното устройство на Република България (ДВ, бр. 63/1995 г.) всички махали, колиби, гари, минни и промишлени селища придобиват статут на села;
- Реш. МС № 115/обн. 25.03.1998 г. – отново заличава с. Настан и го присъединява като квартал на гр. Девин;

## Транспорт
През общината преминават частично 2 пътя от Републиканската пътна мрежа на България с обща дължина 68,8 km:
- последният участък от 14,4 km от Републикански път III-197 (от km 74,7 до km 89,1);
- участък от 54,4 km от Републикански път III-866 (от km 39,4 до km 93,8).

## Топографска карта
- Лист от карта K-35-73. Мащаб: 1 : 100 000.
- Лист от карта K-35-74. Мащаб: 1 : 100 000.
- Лист от карта K-35-85. Мащаб: 1 : 100 000.